# بال هوفمان
بال هوفمان (بالمجرية: Hoffman Pál)‏ (27 أكتوبر 1948 في المجر - ) هو سياسي ولاعب كرة يد مجري.